# Jürg Schneider
Jürg Schneider (* 19. Dezember 1949 in Seftigen) ist ein ehemaliger Schweizer Radrennfahrer.

## Sportliche Laufbahn
Schneider (auch Jürgen Schneider) war im Bahnradsport und im Strassenradsport aktiv. Er war Teilnehmer der Olympischen Sommerspiele 1968 in Mexiko-Stadt. Im Bahnradsport startete er in der Mannschaftsverfolgung. Das Schweizer Team mit Bruno Hubschmid, Walter Richard, Jürg Schneider und Xaver Kurmann schied in der Qualifikation aus. 1970 siegte er im Amateurrennen der Meisterschaft von Zürich vor Hugo Schär sowie im Eintagesrennen Grand Prix de Lancy. 1969 wurde er Vize-Meister in der Einerverfolgung hinter Xaver Kurmann, 1971 dann Dritter der Meisterschaft.
Von 1971 bis 1972 startete er als Berufsfahrer. 1971 wurde er bei den nationalen Meisterschaften im Strassenrennen Zweiter hinter Louis Pfenninger.